# Aeroportul Internațional Padre Aldamiz
Aeroportul Internațional Padre Aldamiz (IATA: PEM, ICAO: SPTU) este un aeroport din Puerto Maldonado, Tambopata Province⁠(d), Madre de Dios Department⁠(d), Peru ce deservește zona Puerto Maldonado. Aeroportul a fost tranzitat în 2022 de 310.488 de pasageri.
Situat la o altitudine de 201 m, aeroportul dispune de o singură pistă. Este operat de Aeropuertos Andinos del Perú⁠(d).